# ジュリアス・ヘス
ジュリアス・ヘス（Julius Hess、1876年1月26日 - 1955年11月2日）は、アメリカ合衆国の医師である。「新生児学の父」と呼ばれ、1922年に乳児の未熟児と先天性欠損症のケアに焦点を当てた最初の教科書を出版した。同年に早産児のケアにおける看護ケアと体温管理の重要性を説いた看護師のイブリン・ランディーンと共にアメリカで最初の未熟児ステーションを設立した。またケアが必要な乳児を専門センターへ移送する仕組みを作った。

## 経歴

### 青年期
1876年1月26日にイリノイ州オタワで生まれた。彼はノースウェスタン大学医学部を卒業し、インターンシップのためにシカゴに残り、その後、ジョンズホプキンス大学でさらにトレーニングを受けた。

### キャリア
マイケルリース病院で働いていたヘスは、1914年に乳児保育器を作成し、早産児が最適なケアを受けられるように看護師のイブリン・ランディーンと協力して1922年にアメリカ初の乳幼児専門センターを開設した。 1934年にはインキュベーターは酸素投与も可能になった。小児科医は新生児の分娩室と保育の世話に関与するようになった。ヘスとランディーンは最小限の刺激を提供し、未熟児の体温を管理することに焦点を当てた。

### その後の人生
ヘスは死去するまで医師としての仕事を続けた。彼は1955年11月2日にロサンゼルスで娘を訪ねているときに突然亡くなった。

## 著作
- Premature and Congenitally Diseased Infants（1922年）
- he Premature Infant: Its Medical and Nursing Care（1941年、Lundeen）